# اتحادیه فوتبال قطر
فدراسیون فوتبال قطر(به عربی:الاتحاد القطري لكرة القدم) نهاد اداره‌کنندهٔ فوتبال در قطر است. این نهاد در سال ۱۹۶۰ پایه‌گذاری شده و اکنون عضو کنفدراسیون فوتبال آسیا است. 